# Аннинський район
Аннинський район — адміністративна одиниця на півночі Воронезької області Росії. 
Адміністративний центр — селище міського типу Анна.

## Географія
Площа району 1966 км². Знаходиться у лісостеповій зоні, климат помірно-контінентальній з доволі спекотним літом і холодною зимою. Ґрунт — потужні чорноземи, рельєф спокійний.
Основні річки — Битюг, Тойда, Курлак, Токай, Анна. Багато невеликих річок — Березівка, Мосоловка, Йосипівка, озер, штучних водойм.

## Історія
Район утворений у складі ЦЧО постановами ВЦВК РНК РРФСР від 14 травня, 16 і 30 липня 1928 року. Спочатку, з липня 1928 до вересень 1929, входив до Воронезького округу Центрально-Чорноземної області (ЦЧО), потім в Усманський округ ЦЧО (вересень 1929 - липень 1930).
При поділі ЦЧО на Воронезьку і Курську області в червні 1934 року увійшов до складу Воронезької області.
Постановою ВЦВК РРФСР від 18 січня 1935 року зі складу Аннинського району видокремлено Садовський район (скасований 5 жовтня 1957 року).
У 1963 році до складу району увійшли території скасованих Архангельського і Ертильського районів.
У 1965 році Ертильський район було відновлено, а межі Аннинського району набули сучасного вигляду.